# Isa Sports City Halls
Isa Sports City Halls – kompleks położonych obok siebie trzech hal sportowych w Ar-Rifa, w Bahrajnie. Został wybudowany w latach 2009–2011, niedaleko Stadionu Narodowego. Każda z trzech hal kompleksu może pomieścić 1500 widzów. W ramach projektu, w pobliżu planowano wybudować również dużą halę widowiskowo-sportową na 7000 widzów, która pełniłaby rolę narodowej hali sportowej, jednak inwestycji tej nie zrealizowano. W 2017 roku w halach kompleksu odbyły się siatkarskie Mistrzostwa Świata U-19, a w roku 2019 siatkarskie Mistrzostwa Świata U-21.